# 克里斯·達瑪托普拉斯
克里斯·達瑪托普拉斯（Christopher "Chris" Diamantopoulos，1975年5月9日—）是一位希臘裔加拿大人演員和喜劇演員。他從9歲就開始了演藝事業。著名的作品包括在再續前緣中飾演Jake Manning，在24中飾演Larry Moss，以及在絕望的主婦中飾演Nick Bolen。諾丁出生在紐澤西州里奇伍德。

## 外部連結
- Chris Diamantopoulos在互联网电影资料库（IMDb）上的資料（英文）
- 互聯網百老匯資料庫（IBDB）上Chris Diamantopoulos的資料（英文）